# Цуцилов
Цуцилов (укр. Цуцилів) — село в Перерослянской сельской общине Надворнянского района Ивано-Франковской области Украины.
Население по переписи 2001 года составляло 1002 человека. Занимает площадь 12.731 км². Почтовый индекс — 78413. Телефонный код — 3475.